# Distrito de Miltenberg
Miltenberg es uno de los 71 distritos en que está dividido administrativamente el estado alemán de Baviera.

## Composición del distrito
| 1. Amorbach (4.147) 2. Erlenbach am Main (10.179) 3. Klingenberg am Main (6.317) 4. Miltenberg (9.626) 5. Obernburg am Main (8.832) 6. Stadtprozelten (1.721) 7. Wörth am Main (4.940) 1. Bürgstadt (4.338) 2. Elsenfeld (8.870) 3. Eschau (4.087) 4. Großheubach (5.125) 5. Kirchzell (2.378) 6. Kleinheubach (3.471) 7. Kleinwallstadt (5.838) 8. Mönchberg (2.540) 9. Schneeberg (1.897) 10. Sulzbach a.Main (7.019) 11. Weilbach (2.334) | 1. Altenbuch (1.306) 2. Collenberg (2.621) 3. Dorfprozelten (1.933) 4. Eichenbühl (2.715) 5. Faulbach (2.769) 6. Großwallstadt (4.063) 7. Hausen (2007) 8. Laudenbach (1.392) 9. Leidersbach (4.987) 10. Mömlingen (5.072) 11. Neunkirchen (1.549) 12. Niedernberg (4.836) 13. Röllbach (1.706) 14. Rüdenau (862) | 1. Altenbucher Forst (24,51 km²) 2. Forstwald (4,11 km²) 3. Hohe Berg (0,62 km²) 4. Hoher Berg (3,31 km²) 5. Hohe Wart (4,68 km²) 6. Kollenberger Forst (2,72 km²) |

(km² a 31 de diciembre de 2001, Habitantes a 30 de junio de 2005)